# 凱愛瑞集團
凱愛瑞集團（Kerry Group plc）是一家總部位於愛爾蘭共和國的食品公司，在泛歐交易所都柏林分部和倫敦證券交易所上市。該公司設立於1972年，起源於合作社運動，因此農業供應商在該公司經營活動中有重要地位。現在凱愛瑞集團在全球僱傭有超過23,000名員工。